# Иран Хараб
Иран-Хараб (в переводе — «Гибель Ирана») — укреплённый лагерь в Дагестане, основанный иранским завоевателем 18 века Надир-шахом в июле 1742 года. Располагался к северо-западу от Дербента.

## История
После того, как в 1741 году шах, направившись в третий раз покорять Дагестан, потерпел сокрушительное поражение, им было решено начать затяжную войну с дагестанцами. Началось возведение укреплений. Лагерь был разбит в Табасаране, между сёлами Рукель, Кемах, Джалган, Гимейди, Мугарты. Позиция в Южном Дагестане выбрана из-за географических преимуществ: тут легче получать поддержку с юга, а рядом также находятся владения, на которые можно совершать грабительские походы.
Шах планировал поставить крупный защищённый город в будущем.
В лагерь привезли гарем и казну Надира, а также все продовольствие из Закавказья и Ирана.
По периметру были возведены сторожевые башни.
Лагерь множество раз становился объектом нападений дагестанских горцев.
Шах не добился своей цели и не завоевал Дагестан. Он вывел войска из края, но с планами вернуться и попытаться захватить его в будущем. Однако он был убит в 1747 году и не смог это осуществить.

## Этимология
Такое наименование лагерь получил уже после дагестанского похода шаха. Оно с тюркских языков переводится как «Гибель Ирана» или «Руины Ирана». Так лагерь Надиром был назван из-за сильных неудач, с которыми столкнулись иранцы, пытаясь захватить край.